# Experimental- und Musterbau in der Heldrunger Straße

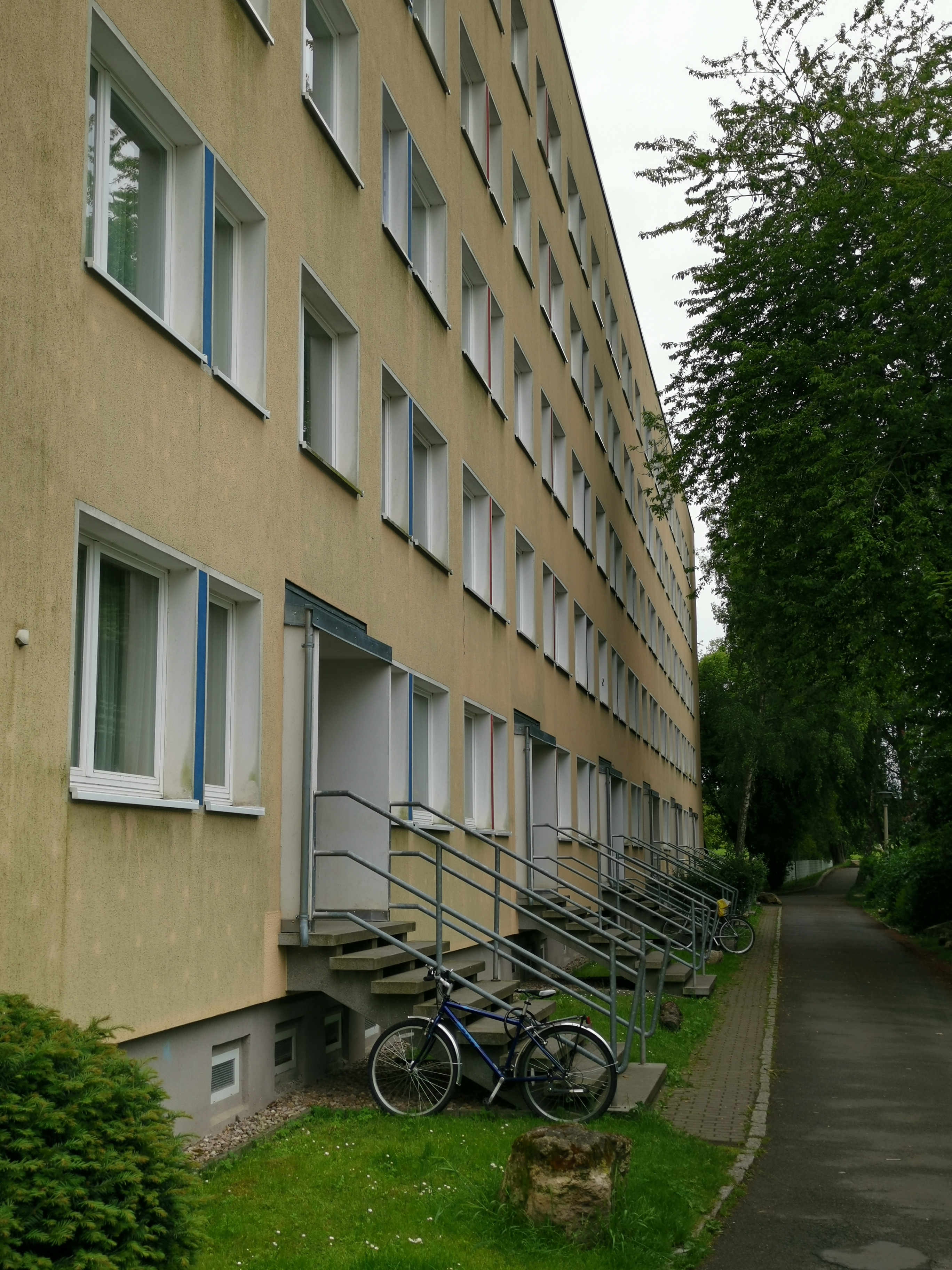
Experimental- und Musterbau in der Heldrunger Straße

Der Experimental- und Musterbau in der Heldrunger Straße in der Weimarer Nordstadt ist ein Zeugnis der Wohnbaugeschichte der DDR.

## Geschichte
In der DDR war der Plattenbau P2 weit verbreitet. In Erfurt allerdings wurde die sogenannte Wohnungsbaureihe Erfurt favorisiert. Sie war aus einem Entwurf der Hochschule für Architektur und Bauwesen Weimar hervorgegangen. Der Muster- und Experimentalbau für die Wohnungsbaureihe Erfurt wurde 1964/65 in Streifenbauweise in der Heldrunger Straße in Weimar errichtet. Einer der Unterschiede zum Modell P2 bestand in einer Verkürzung der Gebäudefronten, indem die Treppenläufe parallel zu den Querwänden angeordnet wurden. Mieterbefragungen sollten klären, wie weit die Akzeptanz für derartige Funktionsbauten reichte, insbesondere, ob die Wohnungsgrundrisse mit den innen liegenden Küchen angenommen wurden.
2001 wurde der heruntergekommene Experimental- und Musterbau, der sich damals fast noch in bauzeitlichem Zustand befand und als „Urmutter aller Plattenwohnbauten“ gelten konnte, ins Denkmalbuch aufgenommen. Eine später angebrachte Wärmedämmschicht konnte bedenkenlos genehmigt werden, weil sie einerseits reversibel ausgeführt wurde und andererseits der Schutzstatus sich eher auf die Funktionalität als auf die Ästhetik des Gebäudes bezog.